# منطقه جبل سمعان
منطقه جبل سمعان (به عربی: منطقة جبل سمعان) یک شهرستان در سوریه است که در استان حلب واقع شده‌است.
این منطقه در جریان جنگ سوریه تحت تسلط ائتلاف جیش الفتح و ائتلاف جیش النصر در آمد.

## خصوصیات
منطقه جبل سمعان ۲٬۴۱۳٬۸۷۸ نفر جمعیت دارد.